# André Malraux
André Georges Malraux  [malró] (3. listopadu 1901, Paříž, Francie – 23. listopadu 1976, Créteil u Paříže) byl francouzský  archeolog, spisovatel a politik, který ve svých románech předznamenal existencialismus.

## Život
Prožil pestrý, dobrodružný život. V letech 1923–1927 se účastnil archeologické výpravy na Dálný východ a podílel se na osvobozovacím boji národů Indočíny a Číny. Tyto zážitky mu poskytly námět k jeho prvním románům.

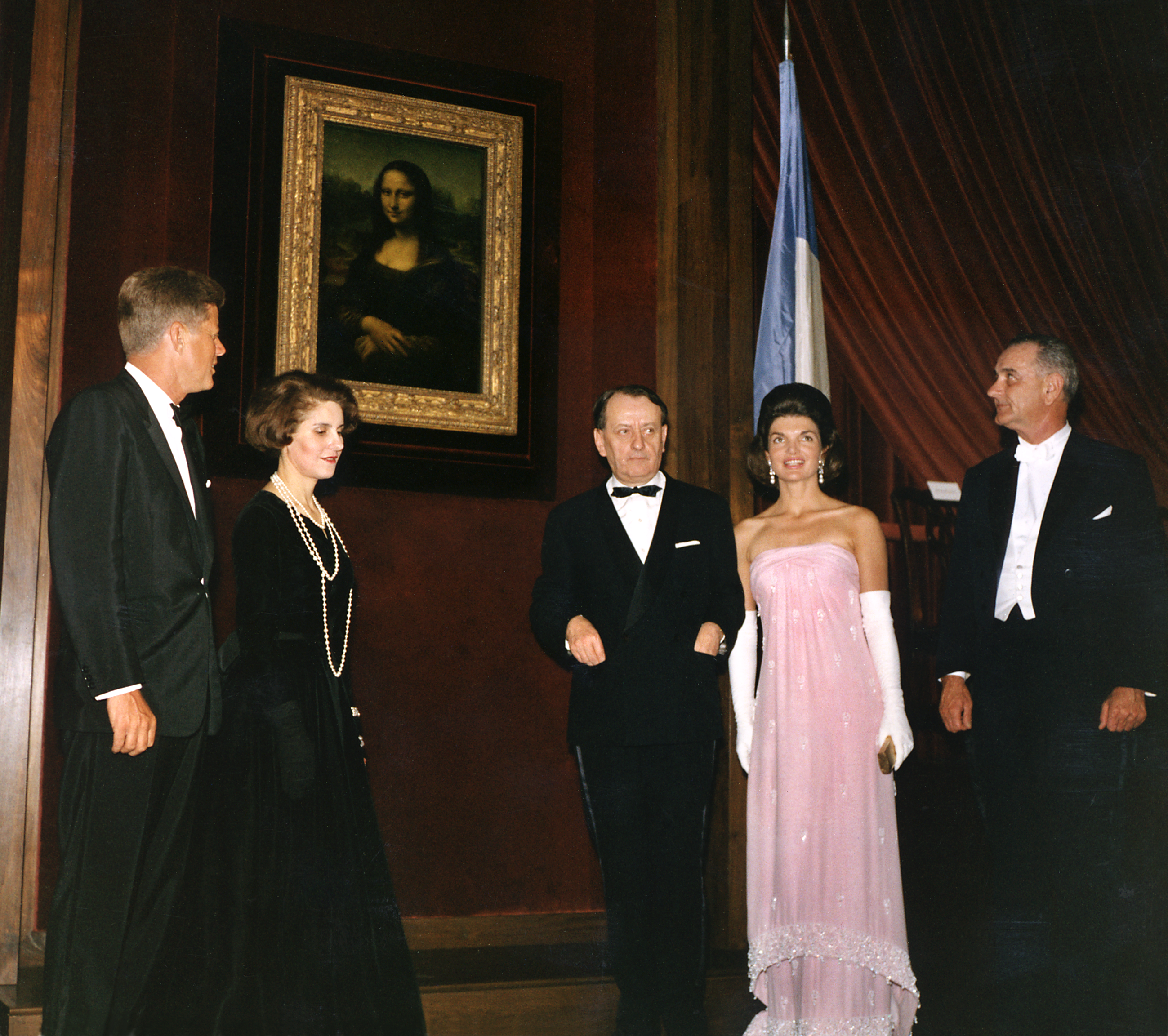
John F. Kennedy, Marie-Madeleine Lioux, André Malraux, Jacqueline Kennedy a Lyndon B. Johnson v National Gallery of Art, Washington, D.C., 1963

Ve 30. letech 20. století se zúčastnil španělské občanské války, byl velitelem jednotky zahraničních letců, kteří bojovali na straně republikánů. Za druhé světové války byl aktivním účastníkem odboje, při osvobozování Francie velel jako plukovník nezávislé brigádě „Alsasko-Lotrinsko“ (Brigade Indépendante Alsace-Lorraine); za statečnost obdržel několik vysokých francouzských i britských řádů. Po válce se stal kulturním atašé, v letech 1945–1946 působil ve funkci ministra informací ve vládě Charlese de Gaulla a v letech 1958–1969 byl ministrem kultury. Jeho životní dráha politika a spisovatele ho předurčovala k setkání s významnými osobnostmi 20. století jakými byli i Pablo Picasso, Néhrú, Mao Ce-tung, Charles de Gaulle nebo americký prezident John Fitzgerald Kennedy a jeho žena Jacqueline. Ta se o autorovi pak zmínila jako o jednom z nejzajímavějších mužů, se kterými měla možnost se setkat a hovořit.
V roce 1976 zemřel, je pochován v pařížském Pantheonu.

## Dílo
Ve svém závažném románovém díle, v němž čerpal často z osobních zážitků, předznamenal existencialismus. Hlavním tématem jeho knih je hledání smyslu lidského života, který byl zbaven všech jistot ve společnosti tradičně uznávaných (víry v Boha, lidské hodnoty). Hrdinové románu vzdorují krutosti a absurditě života hrdinskými činy ve jménu revoluce; největší hodnotou je pro autora lidské bratrství. V závěrečném období své tvorby se zabýval uměním, které jako jediné dokáže překonat hranice smrti, osudu a historie.

### Romány
- Dobyvatelé (Les Conquérants, 1925) – začátek románového cyklu inspirovaný zkušenostmi z cest do Asie se odehrává v Kantonu za generální stávky v roce 1925, která byla namířena proti nadvládě Evropanů.
- Královská cesta (La Voie royale, 1930) – román popisující zážitky při pátrání archeologů po vzácných chrámových soškách v nebezpečném prostředí kambodžské džungle.
- Lidský úděl (La Condition humaine, 1933, česky 1967, 1996) – jeden z autorových vrcholných románů, který se odehrává na historickém pozadí komunistického povstání v Šanghaji a jeho potlačení generálem Čankajškem; román byl odměněn Goncourtovou cenou a zařazen mezi 100 nejdůležitějších knih 20. století podle francouzského deníku Le Monde
- Čas opovržení (Le Temps du mépris, 1935) – krátký román ostře odsuzující nelidskou krutost nacistického režimu.
- Naděje (L'Espoir, 1937; česky 1968, 1979) – román z období španělské občanské války, kde vylíčil odpor republikánů proti frankistickému povstání v roce 1936.
- Ořechovníky altenburské (Les Noyers d'Altenburg, 1948) – román inspirovaný 2. světovou válkou, v němž se autor staví za ideu základního lidství, odpovídajícím nejen evropským, ale celosvětovým tradicím.

### Fantastická vyprávění
- Papírové měsíce (Lunes en papier, 1921)
- Ztřeštěné království (Royaume farfelu, 1928)

### Eseje, uměnovědné knihy a paměti
- Pokušení Západu (La Tentation de l'Occident, 1926) – esejistická kniha, v níž formou dopisů zvěstuje zánik západní civilizace.
- O evropské mládeži (D'une jeunesse européenne, 1927)
- Nástin psychologie filmu (Esquisse d'une psychologie du cinéma, 1947)
- Psychologie umění (Psychologie de l’Art, 1947 – 1949, 3 sv.)
- Saturn (Saturne, 1950)
- Hlasy ticha (Les Voix du silence, 1951)
- Imaginární muzeum světového sochařství (Le Musée imaginaire de la Sculpture mondiale, 1952 – 54, 3 sv.)
- Metamorfóza bohů (La Métamorphose des dieux, 1957, 1974, 1976, I-III)

Po neúspěšném atentátu ultranacionalistické Organizace tajné armády v roce 1962, jehož se měl stát cílem, napsal další díla
- Antimemoáry (Antimémoires, 1967) – kniha pamětí, v nichž popisuje nejen své bohaté životní zkušenosti, ale i zajímavosti ze setkání s řadou významných osobností 20. století.
- Kácené duby (Les chênes qu'on abat, 1971)
- Lazar (Lazare, 1974)

Posmrtně vydaná díla
- Dočasný člověk a literatura (L'Homme précaire et la littérature, 1977) – soubor esejů, ve kterém jako východisko z pomíjivosti lidského života vidí v tvůrčí práci, umění a literatuře
- Dílo  (Œuvre, 1984, 2 sv.).

Ve středu zájmu autora nestál jednotlivec, ale lidstvo jako takové a jeho další možnosti důstojného života na Zemi.

## Citáty
- "...hledám prazákladní oblast duše, kde stojí absolutní zlo proti bratrství." (Lazare, Antimemoáry)

(Tento Malrauxův výrok zvolil americký romanopisec William Styron jako jedno z mot ke svému románu Sophiina volba (1979).)
- "Kultura je to, co způsobilo, že člověk je něčím víc než náhodnou hříčkou přírody."

(Psychologie umění)

## Fotogalerie

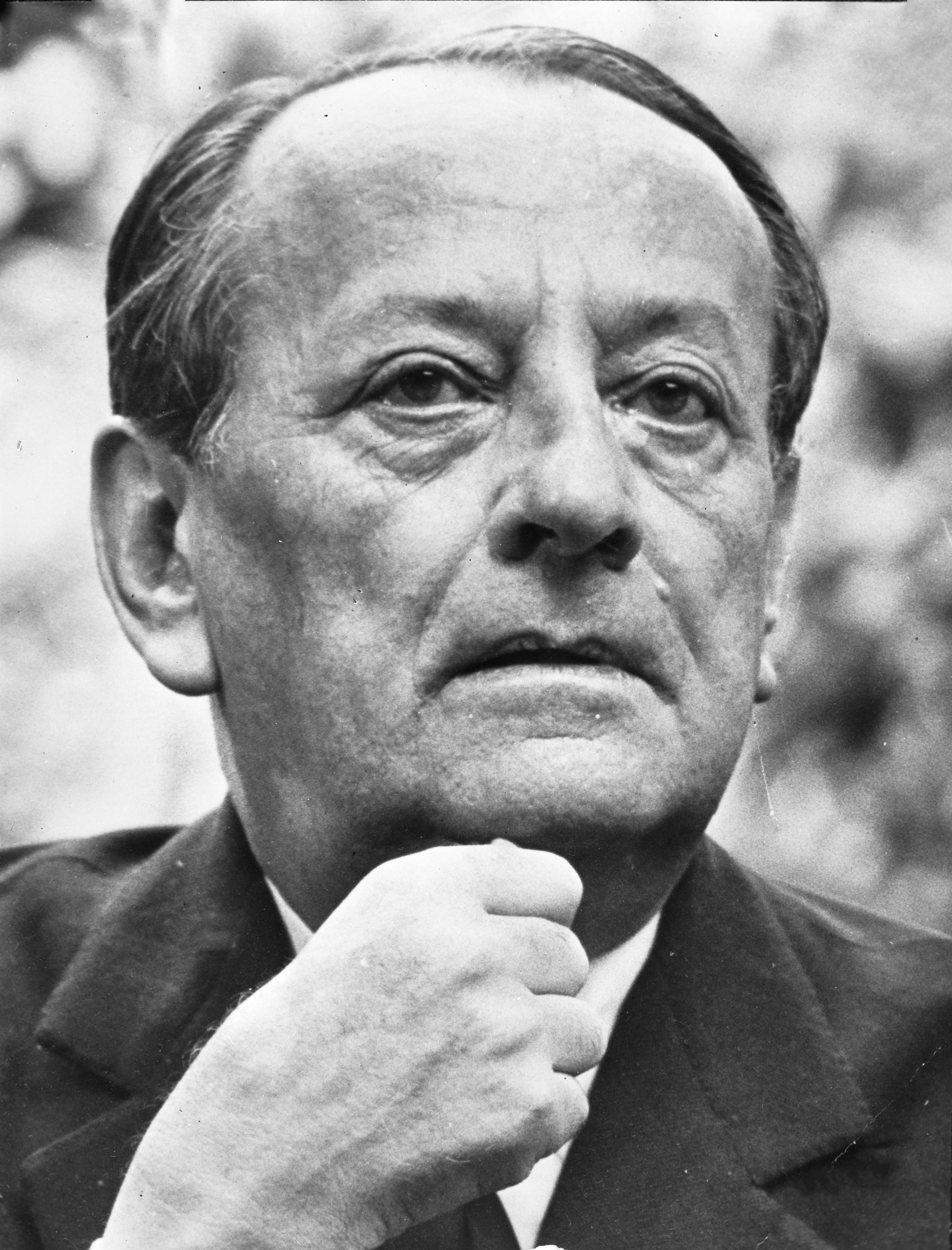
André Malraux (1976)
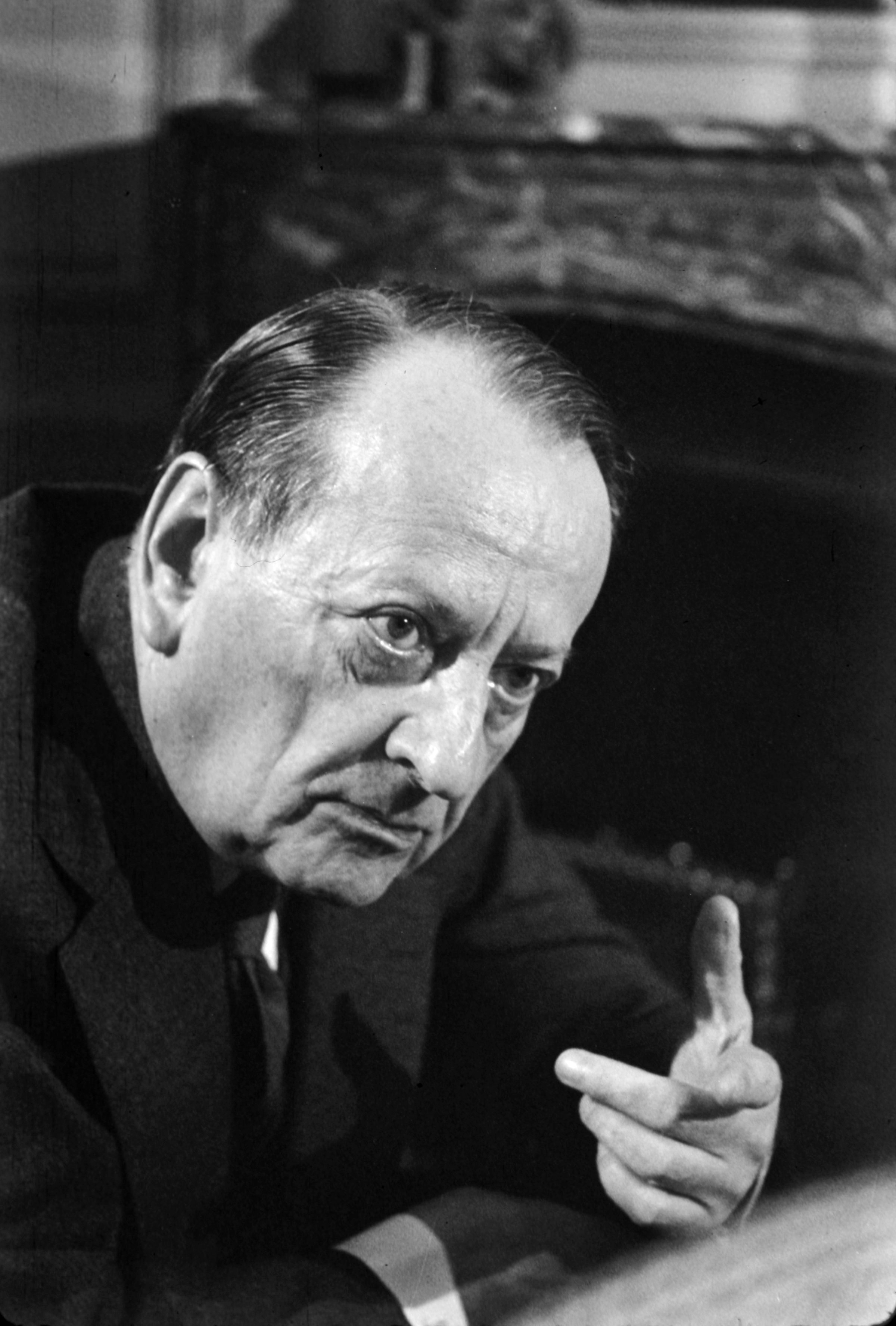
André Malraux
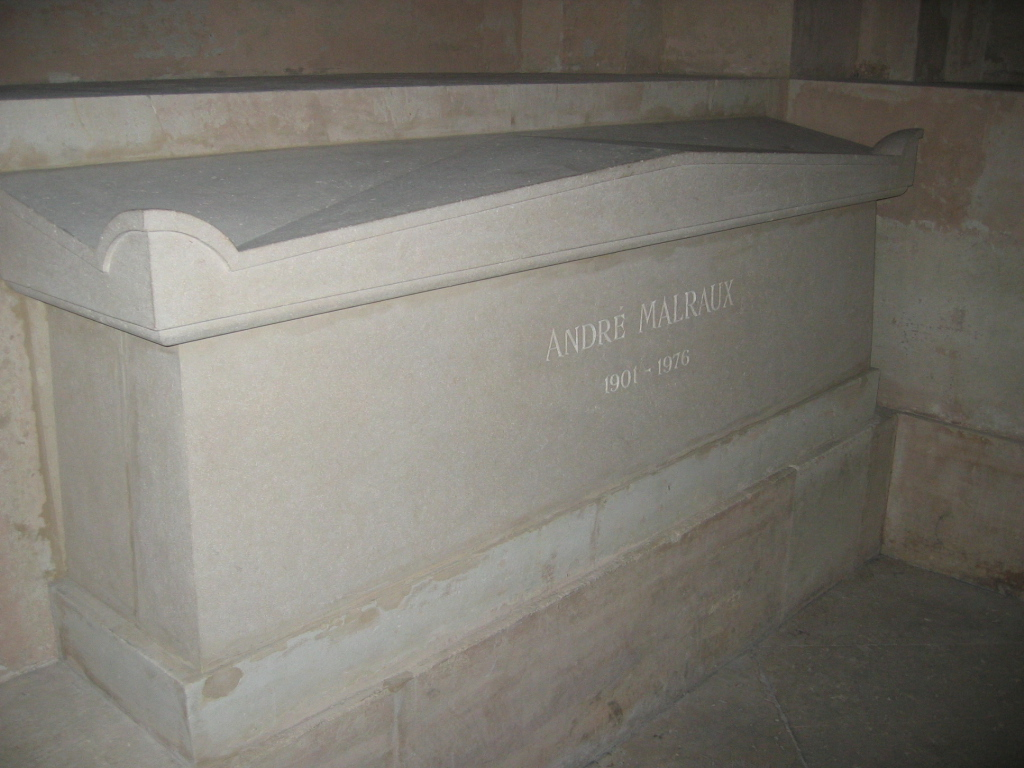
Jeho hrob v Paříži (Pantheon)
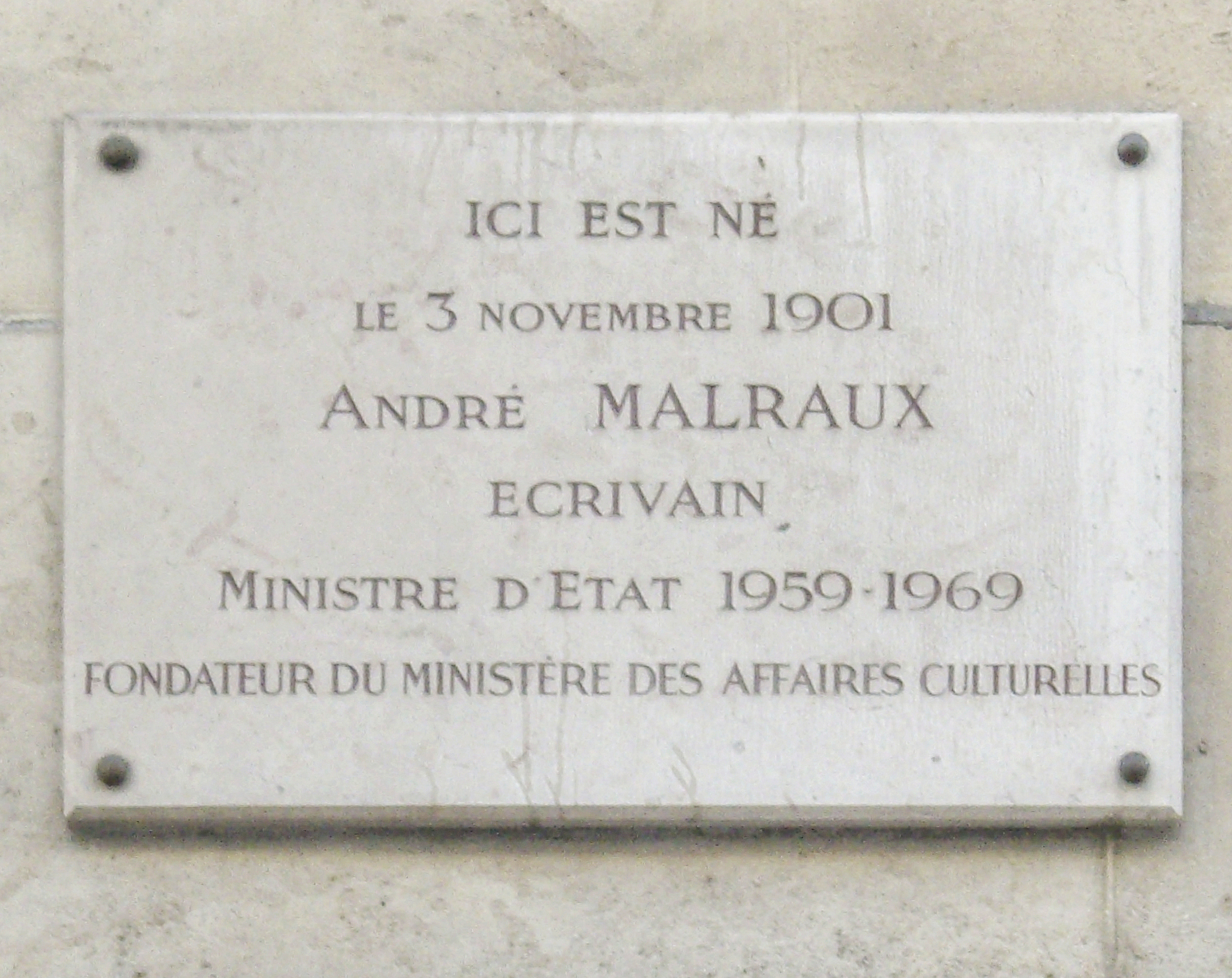
Pamětní deska v Paříži (53 rue Damrémont, Paříž, 18. obvod)
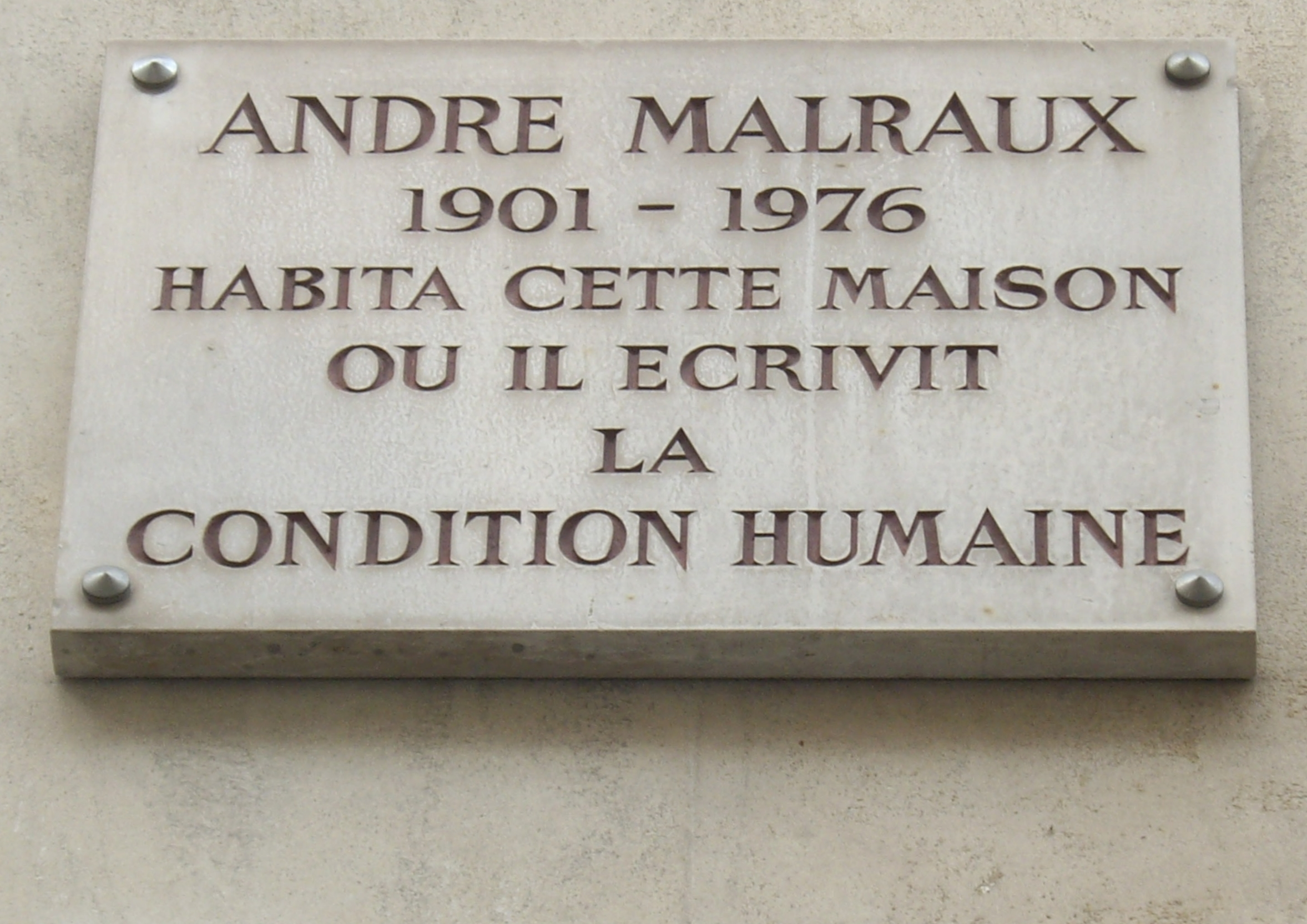
Pamětní deska v Paříži (44 rue du Bac, Paříž, 7. obvod)
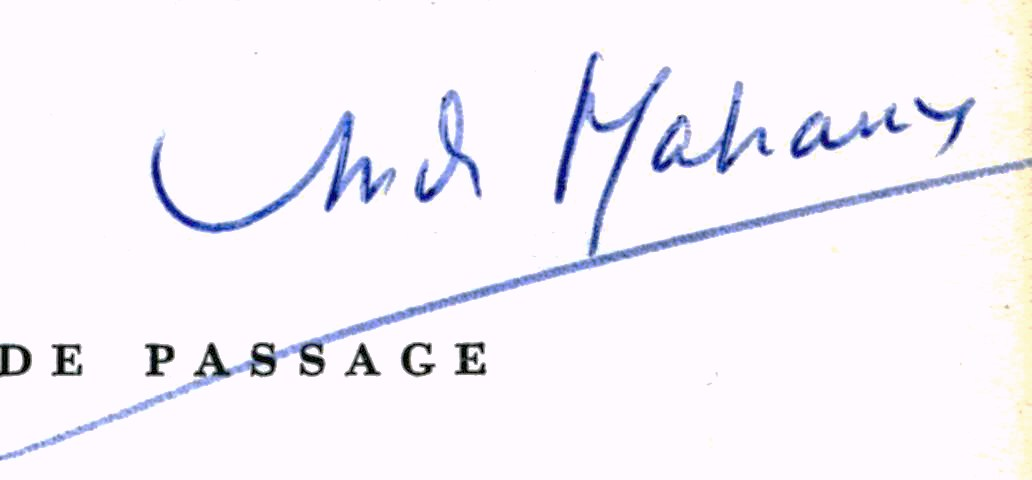
André Malraux (podpis)